# 490
490（四百九十、よんひゃくきゅうじゅう）は自然数、また整数において、489の次で491の前の数である。

## 性質
- 490は合成数であり、約数は1, 2, 5, 7, 10, 14, 35, 49, 70, 98, 245, 490である。
  - 約数の和は1026。
  - 118番目の過剰数である。1つ前は486、次は492。
- 11番目の原始擬似完全数である。1つ前は464、次は496。
- 4902 + 1 = 240101 であり、n 2 + 1 が素数になる生む69番目の数である。1つ前は474、次は496。(オンライン整数列大辞典の数列 A005574)
- 490 = 2 × 5 × 72
  - 3つの異なる素因数の積で p 2 × q × r の形で表せる31番目の数である。1つ前は476、次は492。(オンライン整数列大辞典の数列 A085987)
- 490 = 72 + 212
  - 異なる2つの平方数の和で表せる148番目の数である。1つ前は488、次は493。(オンライン整数列大辞典の数列 A004431)
- 490 = 32 + 92 + 202 = 32 + 152 + 162 = 112 + 122 + 152
  - 3つの平方数の和3通りで表せる69番目の数である。1つ前は481、次は498。(オンライン整数列大辞典の数列 A025323)
  - 異なる3つの平方数の和3通りで表せる45番目の数である。1つ前は481、次は502。(オンライン整数列大辞典の数列 A025341)
- 4つの平方数の和25通りで表せる最小の数である。次は510。
  - 4つの平方数の和 n 通りで表せる最小の数である。1つ前の24通りは378、次の26通りは598。(オンライン整数列大辞典の数列 A025416)
- 490 = 72 × 10
  - n = 7 のときの 10n 2 の値とみたとき1つ前は360、次は640。(オンライン整数列大辞典の数列 A033583)
- 各位の和が13になる40番目の数である。1つ前は481、次は508。

## その他 490 に関連すること
- 西暦490年
- 紀元前490年
- キリスト教において罪人の罪を赦す回数[1]。
- 私は犬になりたい¥490は、さだまさしの曲。
- レンフェ490系電車